# Felddivision 2

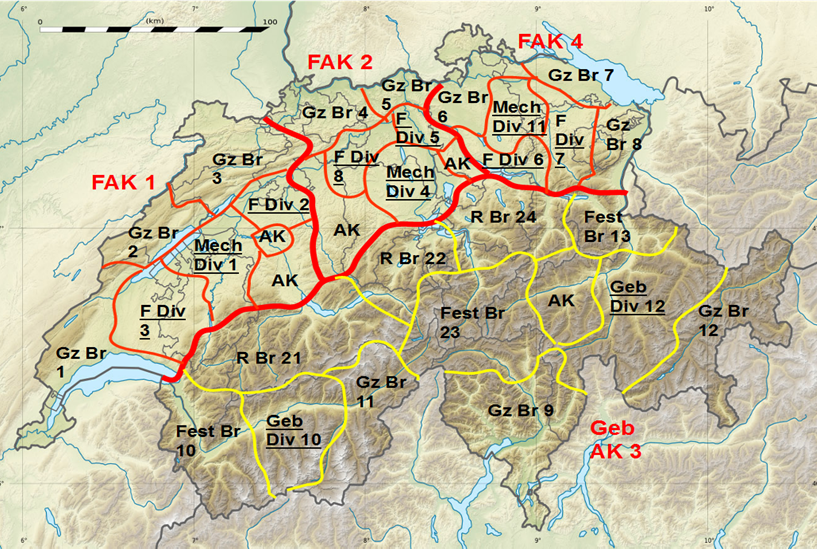
Armeekorps 1 und Felddivision 2 im Grunddispositiv von 1992

Die Felddivision 2 (französisch Division de campagne 2) des 1. Armeekorps war ein traditionsreicher Westschweizer Milizverband mit dem Hauptharst der Truppen aus der Romandie.
Sie war eine der ältesten Divisionen und wurde bereits 1803 erwähnt. 1874 wurde sie aufgrund der Truppenordnung neu gebildet und 2003 aufgelöst.

## Vorgeschichte
Nach dem Franzoseneinfall und der Niederlage der kantonalen Milizen gegen die Truppen Napoleon Bonapartes wurde ab 1803 versucht, die militärischen Strukturen der Schweiz nach dem Vorbild der französischen Armee zu vereinheitlichen. Die kantonalen Kontingente blieben jedoch unterschiedlich und wurden nur bei Mobilmachungen zu eidgenössischen Brigaden und Divisionen zusammengefasst.
Eine 2. Division wurde als eidgenössische Truppe 1805 zur Sicherung der Rheingrenze und 1813 während des Sechsten Koalitionskrieges zwischen Aare und Basel eingesetzt. Während der Herrschaft der Hundert Tage beteiligte sich eine 2. Division am Einmarsch in die Freigrafschaft Burgund. Bei der Teilmobilmachung von 1830–1831 wurde die 2. Division unter Oberst  Ziegler an die Nordwestgrenze verlegt. Unter Oberst Ludwig Guerry von Lausanne nahm die 2. Division 1831 als eidgenössische Truppe anlässlich der Basler Kantonstrennung an der Befriedung beider Basel teil. 1845 wird sie während der Freischarenzüge gegen die katholischen Kantone zwischen Bern und Luzern eingesetzt. Während des Sonderbundskrieges von 1847 verfügten beide Seiten über eine 2. Division. Beim Neuenburgerhandel wurde die 2. Division nicht aufgeboten, da ihr auch Neuenburger angehörten. Im Deutsch-Französischen Krieg von 1870/71 hatte die 2. Division unter Oberst Jakob von Salis von Jenins auf Befehl von General Hans Herzog den Grenzraum im Nordjura zu besetzen.
Mit der Bundesverfassung von 1848 wurde begonnen, die kantonalen Truppen zu einem nationalen Heer zusammenzufassen. Mit der Totalrevision der Bundesverfassung von 1874 wurden die gesetzlichen Grundlagen für Aufbau, Ausrüstung, Ausbildung und Führung einer einheitlichen Armee sowie die Heeresklassen Auszug (20. bis 32. Altersjahr) und Landwehr (33 bis 44) geschaffen, die alle zwei Jahre einen Wiederholungskurs zu leisten hatten.
Kurz vor der Militärorganisation 1874 umfasste die Felddivision 2 drei Infanteriebrigaden (Truppen der Kantone Neuenburg, Freiburg, Waadt, Genf, Bern, Solothurn), eine Artilleriebrigade, ein Kavallerieregiment, Genie- und Sanitätsformationen. Mit der Truppenordnung von 1911 wurden die bisherigen acht Divisionen auf sechs reduziert.

## Erster Weltkrieg
Im Ersten Weltkrieg wurde die 2. Division im Berner, Neuenburger und Basler Jura und im Tessin eingesetzt. Dem Kriegsgeschehen am nächsten lag die Schweizer Grenze beim Largin, dem vorspringenden Grenzzipfel nordöstlich von Bonfol im Pruntrut, wo sich die deutschen und französischen Truppen in den Schützengräben gegenüberstanden. 1916 stand die 2. Division während sieben Monaten im Dienst. Die Grenzbesetzung wurde 1918 durch Spanische Grippe sehr stark eingeschränkt.
Zur 2. Division gehörten laut «Ordre de Bataille» von 1917 die Infanteriebrigaden 4 (Infanterieregimenter 7 und 8), 5 (Inf Rgt 9 und 10) und 6 (Inf Rgt 11, Schützen Rgt 12) mit den folgenden Bataillonen:
- Inf Rgt 7: Bat 14 FR, 15 FR, 16 FR
- Inf Rgt 8: Bat 18 NE, 19 NE, 20 NE
- Inf Rgt 9: Bat 21 JU BE, 22 JU BE, 24 JU BE
- Inf Rgt 10: Bat 17 FR, 23 BE, 90 SO
- Inf Rgt 11: Bat 49 SO, 50 SO, 51 SO
- Sch Rgt 12: Sch Bat 3 BE, 4 BE, 5 BE

Dazu gehörten die Fahrende Mitrailleur Abteilung 2, die Radfahrerkompanie 2, die Guidenabteilung 2 sowie die Artilleriebrigade 2. der Kriegsbestand der 2. Division betrug laut «Ordre de Bataille» von 1917: 939 Offiziere, 24.044 Unteroffiziere und Soldaten, 5837 Pferde, 17.627 Gewehre, 126 Maschinengewehre, 287 Säbel, 56 Geschütze.

Aufstellung zum Defilee in Tavannes
Defilee der 2. Division vor dem General
Mobilisationsbetrieb in Tavannes
Bataillon 14 mit Fribourg-Fahne

## Zweiter Weltkrieg
Nach der Mobilmachung im Zweiten Weltkrieg im September 1939 bezog aufgrund des Operationsbefehls Nr. 2 vom 4. Oktober 1939 "Aufmarsch NORD" die 2. Division unter Jules Borel (1938–40 2. Division, 1941–49 Kommandant des 1. Armeekorps) den Raum im Jura bei Biel und Neuenburg.
Da der Armeeaufmarsch Front Nord eindeutig gegen das Deutsch Reich gerichtet war, liess der General aus neutralitätspolitischen Gründen die Westgrenze gegen Frankreich mit der 1. Division im Gros de Vaud und an der Mentue und mit der 2. Division im Neuenburger Jura besetzen. Bei Auslösung des Falles Nord wären die beiden welschen Divisionen in ihre Kampfräume in der Limmatstellung verschoben worden. In dieser Armeestellung wurde die 1. Division dem 3. Armeekorps und die 2. Division dem 2. Armeekorps unterstellt.
Mit dem Operationsbefehl vom Mai 1940 wurde die 2. Division als Armeereserve im Zentrum der Armeestellung Nord aufgestellt. Die 2. Division hatte die Engnisse der Klus von Moutier und Pichoux zu sperren. Im Juni 1940 wurde die Division nach Südwesten verlegt, um die Internierung abzusichern und die Klusen im Neuenburger Jura zu sperren.
Aufgrund des Operationsbefehls Nr. 12 (Reduitbefehl) im Juli 1940 hatte das 1. Armeekorps den Verzögerungsraum vom Jura bis zum Thunersee zu besetzen. Die 2. Division hatte einen feindlichen Durchmarsch Richtung Bern im Neuenburger Jura und im Raum der Seen (Bieler- und Neuenburgersee) aufzuhalten und dabei das Sankt-Immer-Tal und Val de Ruz zu schützen, beidseitig des Zihlkanals die Achsen zu sperren und auf dem Mont Vully zu halten.
Die Sperren der 2. Division erstreckten sich vom Jura bis in den Raum Murten: Sonceboz, Frinvillier, Gampelen, Mont Vully, Löwenberg, Biberächeren. Die Sperre von Neuenegg gehörte den Leichten Brigaden.
Im Mai 1941 wurde die 2. Division von ihren Befestigungsarbeiten zwischen Zihl (Thièle) und Saane (Sarine) abgezogen und in die Reduitstellung Sperrstelle Wimmis–Stockhorn zwischen Stockhorn und Gastlosen verschoben. Das Divisionskommando wurde von Saint-Blaise nach Fribourg und dann nach Zweisimmen verlegt.
Als 1944 die Stadt Basel und die Ajoie  unmittelbar durch das Kriegsgeschehen bedroht waren, wurde die Leichten Brigaden 1 und 2 in der Ajoie durch die 2. Division verstärkt.

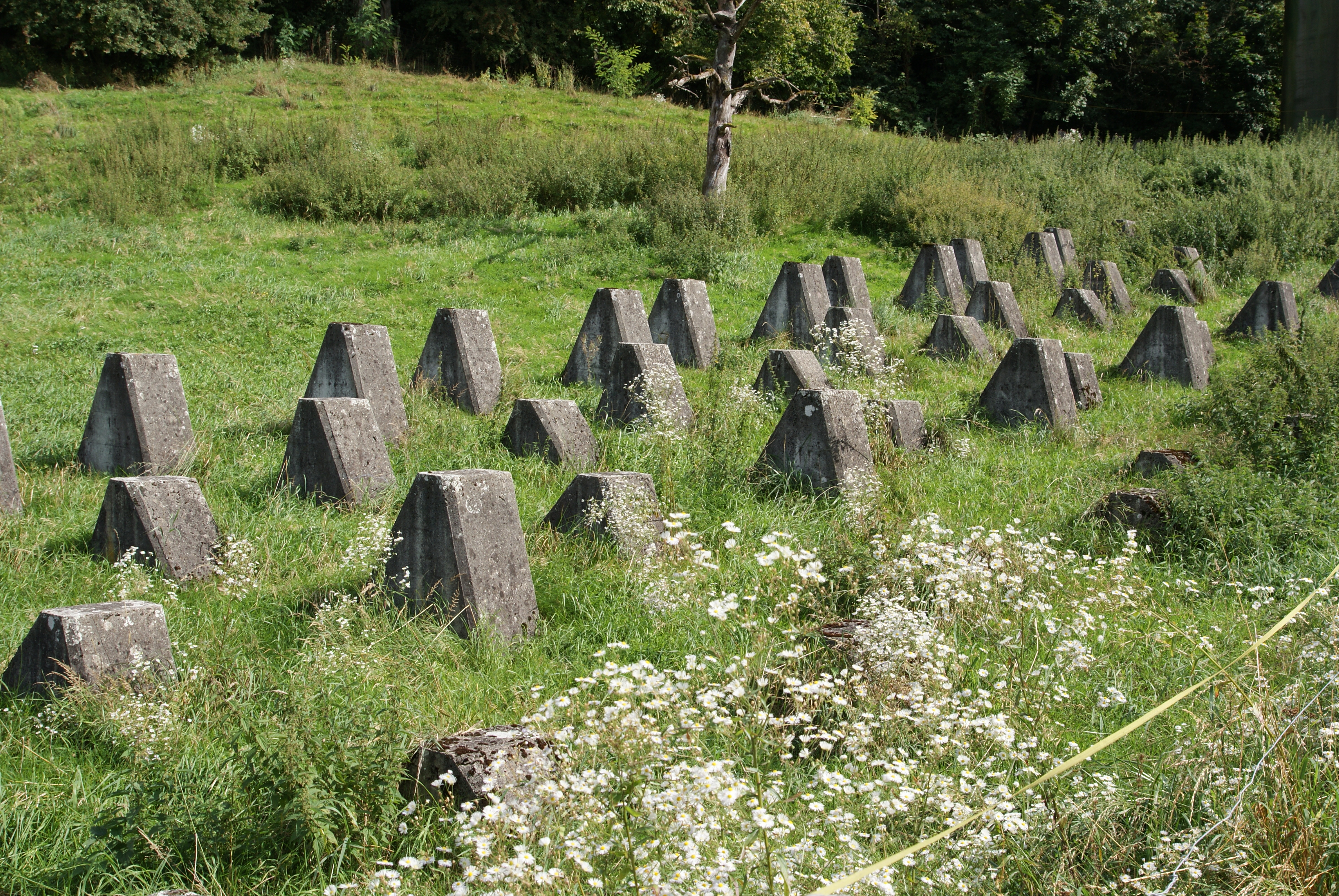
Sperrstelle Löwenberg
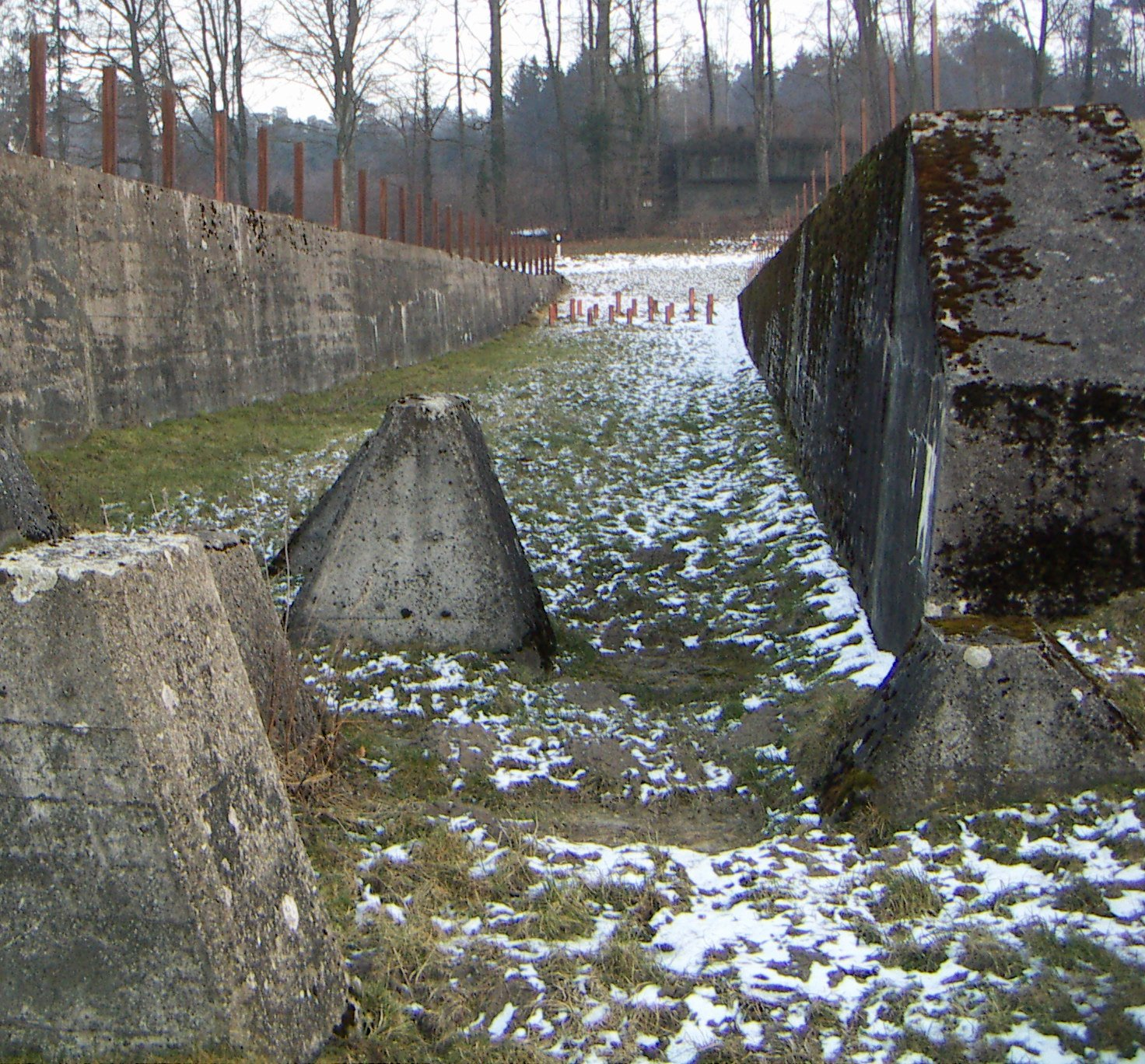
Sperrstelle Kleingurmels
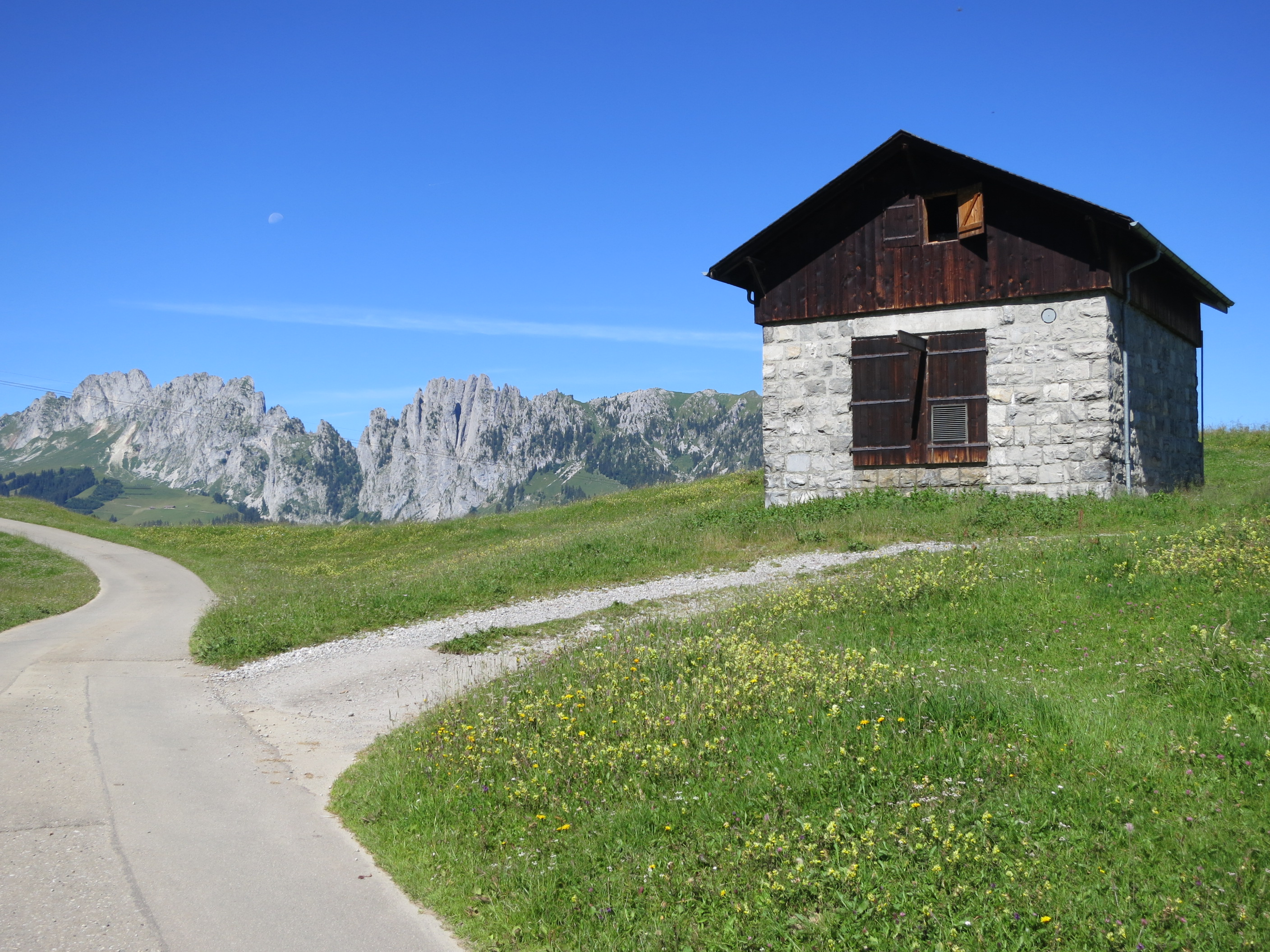
Artilleriewerk Jaunpass
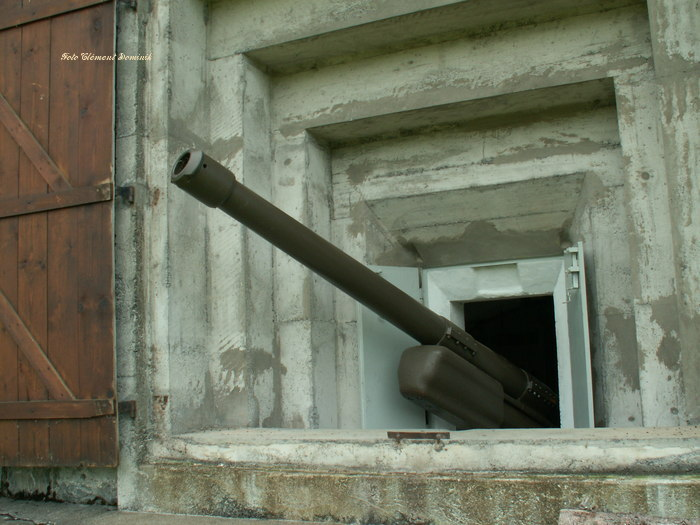
10,5 cm Kanone Jaunpass

## Kalter Krieg und Armeereformen

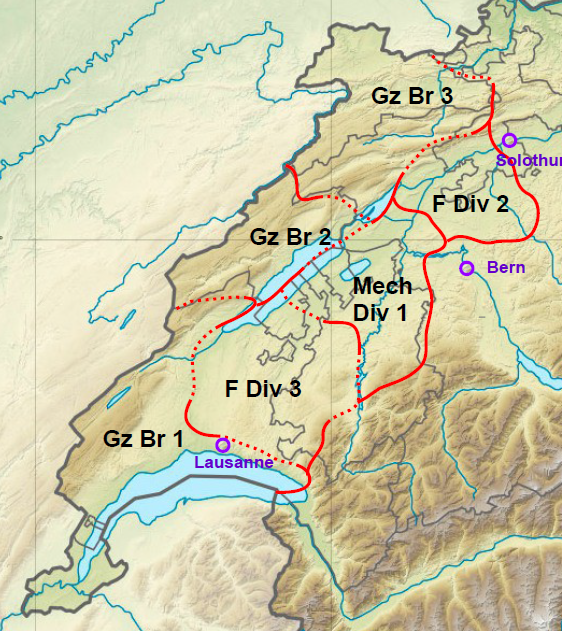
Einsatzraum Feldarmeekorps 1, 1992

Die Nachkriegszeit brachte die Aufrüstung bei den Panzer- und Atomwaffen. Mit der Armee 61 wurde die 2. Division in die Grenzdivision 2 umgewandelt, um den Willen, die Schweiz ab der Grenze zu verteidigen, nachzukommen.
Die Grenzdivision 2 setzte sich aus den Infanterieregimentern 3 GE, 8 NE, 9 JU, dem schweren Artillerieregiment 26, Aufklärungs- und Panzerabwehrformationen, der Fliegerabwehrabteilung 2, dem Geniebataillon 2, der Übermittlungsabteilung 2, der Sanitätsabteilung 2 und Logistikformationen zusammen.
1965 wurde die Aufklärungsabteilung 2 gebildet. Die Grenzdivision wurde mit dem Infanterieregiment 1 und dem Dragon-Regiment 1 (bis 1973) verstärkt. In den 1970er-Jahren wurde die Ausbildung der Truppen intensiviert, so hatte die Grenzdivision 2 alle vier Jahre einen Wiederholungskurs im Winter im Jura oder den Voralpen zu absolvieren. 1979 wurde die Grenzdivision mit dem Artillerieregiment 2, dem Nachfolger des Artillerieregimentes 26, mit vier Abteilungen (davon eine Abteilung mit Panzerhaubitzen) verstärkt. 1981 wurde die Felddivision 2 (neu) gebildet, was mehrere Umgruppierungen mit sich brachte. Das Kommando der Felddivision 2 befand sich im Schloss Colombier.
Von 1997 bis 2003 veranstaltete die Felddivision 2 den internationalen Militärwettkampf Swiss Raid Commando.
Mit der Armee XXI wurden alle Armeekorps und Divisionen aufgelöst und damit die seit rund 130 Jahren bestehende Felddivision 2.

### Benennung der Felddivision 2 im Lauf der Geschichte
- 1874–1911: II. Armeedivision (II. division d'armée)
- 1912–1937: 2. Division (2. Division)
- 1938–1961: 2. Division (2. Division, type de campagne)
- 1961–1980: Grenzdivision 2 (division frontière 2)
- 1981–2003: Felddivision 2 (division de campagne 2)

## Museen und militärhistorische Vereine

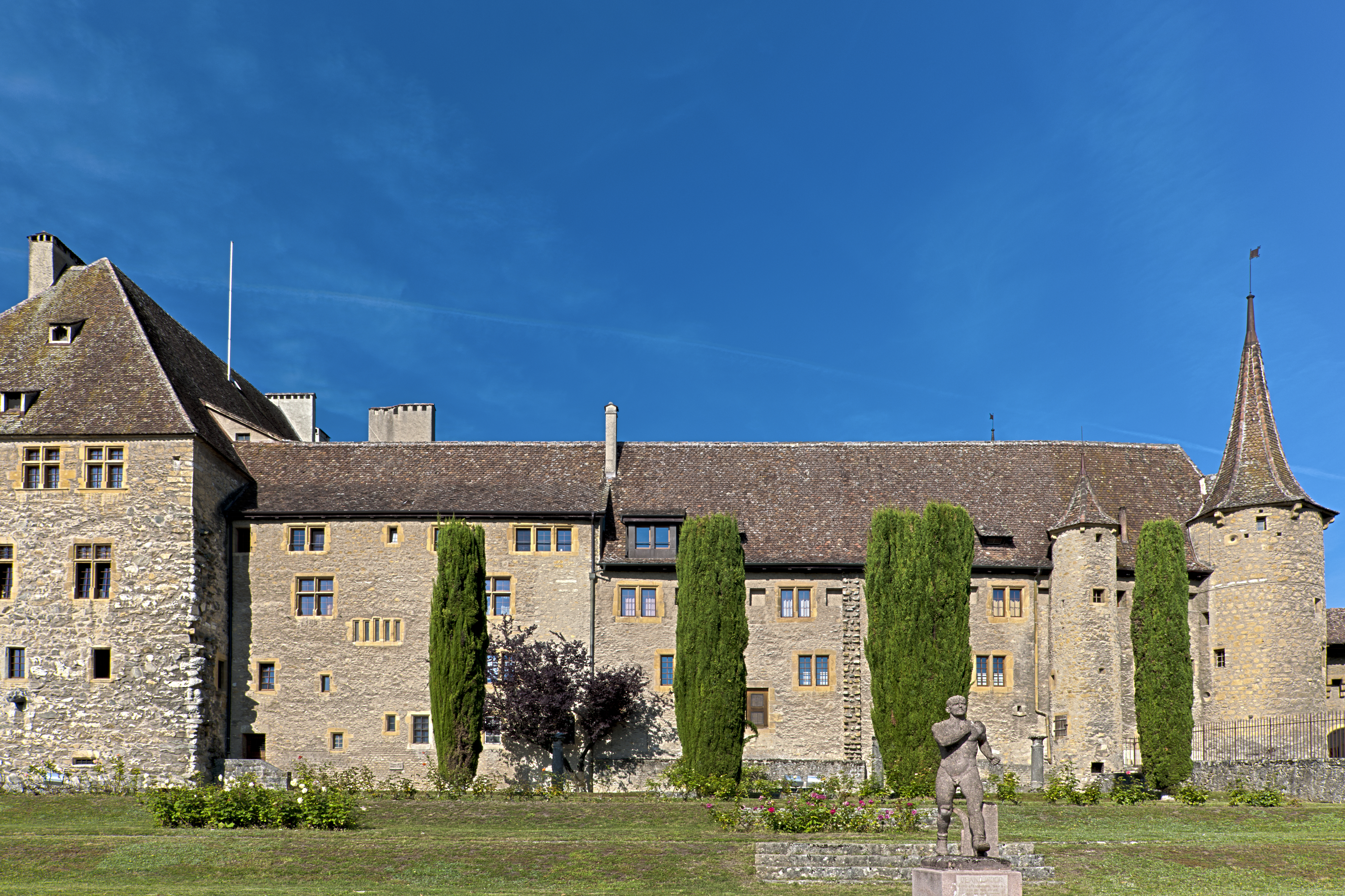
Kaserne Schloss Colombier

- Im Schloss Colombier wurde ab 1824 in den umliegenden Gebäuden eine Kaserne eingerichtet, die heute noch besteht. Sie beherbergte das Kommando der Felddivision 2, die Infanterie-Offiziersschule 1 und die Infanterie-Rekrutenschule 5. Heute sind im Schloss ein Militärmuseum und ein Baumwollmuseum untergebracht. Das Militärmuseum enthält eine Sammlung von Waffen und Uniformen des Malers Auguste Bachelin sowie Archive des Regimentes de Meuron.[5]
- Verein der Freunde des Km 0
- Der Verein Pro Fortins Neuenburg organisiert Besichtigungen der Festungswerke Valangin (Verrou de Valangin, 2 Werke) und des befestigten Dispositiv des Val-de-Travers (10 Werke).[6]